# حضرة ايشان (اللقب)
كان سيد السادات خواجة سيد مير خواند محمود بن شريف نقشبندي الحسني والحسيني ، المعروف باسم حضرة إيشان شاه صاحب الأول (1563 - 5 نوفمبر 1642) ، قديسًا صوفيًا من بخارى ، أوزبكستان.

معيار حضرة ايشان ، المرشد الأعلى للإسلام السني النقشبندي

## أسلاف
كان حضرة إيشان الأول سيدًا ، مما يدل على نسبه المباشر للنبي الإسلامي محمد (في هذه الحالة من خلال ابنته فاطمة الزهراء وصهره وابن عمه علي بن أبو طالب).

### النسب الأبوي
سلالتان لأبيه سيد معروفان حالياً. وهو من سلالة مباشرة من سلالة الإمام السابع موسى الكاظم ، من خلال ابنه إبراهيم المرتضى ومن سيد الصوفية المعروف خواجة سيد مير علاء الدين عطار. كان سيد علاء الدين أتار خليفة وصهر حضرة بهاء الدين النقشبند. لذلك ، فإن حضرة إيشان هو أيضًا من نسل حضرة بهاء الدين النقشبند ، الذي كان هو نفسه من نسل الإمام الحادي عشر حسن العسكري ، من خلال ابنه السيد علي أكبر. ومن المعروف أيضًا أن حضرة إيشان صاحب علاقة عائلية مع القديس الصوفي فريد الدين عطار وخواجة عبيد الله أحرار. كان خواجا أحرار سلفه ، وهو ما يشير أيضًا إلى نزول حضرة إيشان من الخليفة عمر بن الخطاب 

### نسل الأم
من نسله ، ينحدر حضرة إيشان من سلالة الهاشمي. يرتبط أحد السلالة بالإمام الحسين من خلال جده لأمه ميراك بن زين العابدين. خط آخر مرتبط بالإمام محمد بن الحنفية.

## سيرة شخصية

### أسرة
كان حضرة إيشان الأول الابن الثاني لخواجة سيد مير شريف نقشبندي. كان شقيقه الأكبر خواجة خواند محمد نقشبندي ، المعروف باسم خواجة خواند أفتاب ، والذي كان أيضًا قديساً. أنجب حضرة إيشان 5 بنات و 6 أبناء ، جميعهم يعتبرون قديسين.

### رحلة روحية(سلوك)
تأثر حضرة إيشان الأول بتعاليم أسلافه ولذلك كان تلميذًا لوالده. حازت إشعان على إذن من والده للدراسة في الكلية الملكية وأصبح عالمًا بارعًا. في سن 23 عامًا ، تلقى حضرة إيشان شاه صاحب رسالة لزيارة والده ومرافقته في أيامه الأخيرة. بعد وفاة والده ، تخلى عن المزيد من الدراسات وركز على البDamrel in Forgotten Grace, p. 6, l. 5>حث الصوفي. في هذا غادر أولاً إلى وخش ،  حيث أصبح شيخ الإسلام ، وأدى واجباته هناك. [] وأثناء إقامته في وخش تعرف على خواجة حاجي. [] التقيا للمرة الثانية في بلخ ، حيث عرّفه خواجة حاجي على سيده المستقبلي خواجة إسحاق الدهبيدي وأصبح تلميذه. التقى به للمرة الثانية في بخارى وأصبح تلميذه. بعد اثني عشر عامًا من التدريب الروحي ، وصل حضرة إيشان صاحب إلى مرتبة الشيخ في تصوف عام 1598. رحب به خواجا إسحاق والي في دائرته كإمبراطور لكل أولياء الله. بأمر من خواجا إسحاق والي حضرة إيشان صاحب ذهب إلى لاهور لنشر طريق الإسحاق. وبدلاً من ذلك ذهب إلى سريناغار في كشمير. في سريناغار جذب الكثير من الناس الذين تبعوه فيما بعد. وصلت شهرة تقواه إلى مناطق عديدة من آسيا الوسطى. وتبعه مئات الآلاف من التلاميذ في خراسان ، أفغانستان الحديثة ، وخاصة في مدن قندهار وكابول وهرات. لقد أرسل تلاميذًا في جميع أنحاء آسيا الوسطى ، وأرسل اثنان منهم إلى التبت. على عكس أساتذة النقشبندية الآخرين ، فقد جذب الكثير من الناس ، الذين لم يكونوا مجرد رعاة رسميين. تمت دعوة حضرة خواجة خواند محمود من قبل الإمبراطور المغول جهانجير للذهاب إلى بلاطه في أجرا. عندما ذهب إلى هناك عدة مرات ، كان قادرًا على إنشاء علاقات قوية مع المحكمة ، لأن جهانجير كان تلميذه. كان جهانجير يؤمن به إيمانًا راسخًا ، حيث علمه والده أكبر أنه ولد من خلال صلاة حضرة إشعان ، عندما كان أكبر يرغب بشدة في إنجاب طفل. []  بعد أن أصبح متورطًا في الصراع ضد المجتمع الشيعي هناك ، قام الإمبراطور المغولي شاه جهان بإخلائه في عام 1636 إلى دلهي. قضى حضرة إيشان آخر ست سنوات له في لاهور ، حيث بنى شاه جيهان قصرًا له ، أصبح فيما بعد ضريحه.]

## الخلافة
خلف حضرة إيشان الأول ابنه معين الدين نقشبند في كشمير. [] خلف ابنه الأصغر بهاء الدين والده في لاهور في سن مبكرة جدًا. تلاشى خطه الروحي في أواخر القرن الثامن عشر. ذكر حضرة إيشان أن أحد ذريته سيأتي ليحيي نسبه ويحل محله كغوث. وقد تبين أن حضرة السيد مير جان هو هذا الشخص الذي خلفه على طريقة العويسية.

## المرتبة الروحية
كان حضرة إيشان قطب أعلى مرتبة والي الله (قديس) في عصره. يُعرف قطب في الصوفية بأنه القائد الكوني للكون بأسره والخليفة الصالحة لمحمد. يقال أن حضرة إيشان ذكر أنه سيأتي ابن منه في ذريته ، والذي سيحيي النسب الروحي وإرث حضرة إيشان ، ويحل محله قطب من بعده. من المقبول أن الخليفة المعجز والمتنبأ به كان حضرة إيشان الثامن سيد السادات حضرة سيد مير جان. [

## أحفاد
تزوج حضرة إيشان من أفراد العائلة المالكة المغولية والأفغانية. كان حضرة إشان الثاني زوج ابنة الإمبراطور المغولي جهانجير وكان حفيده صهر الإمبراطور المغولي ألامجير الأول. تزوج حضرة إشان التاسع من أميرة أفغانية تزوجت ابنتها من الأمير الأفغاني عبد الخالق خان. ونجلهما هو سلطان مسعود دكيك ، الحاصل على وسام الاستحقاق الفيدرالي تقديراً لالتزامه الاجتماعي.
وباعتبارهم سلالة وراثية للنبي الإسلامي محمد في سلالة إمام الشيعة الإثني عشرية حسن العسكري ومؤسس الرهبنة السنية بهاء الدين النقشبند ، لا يزالون يحترمون اليوم كرؤساء للسيد ورؤساء روحيين للطائفة النقشبندية.

### حامل لقب حضرة إيشان
1. حضرة إيشان الأول: خواجة خواند محمود (1563–1642)
2. حضرة إيشان الثاني: صاحب السمو الأمير سيد معين الدين من إمبراطورية المغول (ت 1674)
3. حضرة إيشان الثالث: صاحب السمو الأمير سيد نظام الدين
4. حضرة إيشان الرابع: صاحب السمو الأمير سيد نور الدين (1675-1743)
5. حضرة إيشان الخامس: صاحب السمو الأمير السيد كمال الدين (1774)
6. حضرة إشان السادس: صاحب السمو الأمير سيد محي الدين
7. حضرة إيشان السابع: صاحب السمو الأميرالسيد حسن من أفغانستان
8. حضرة إيشان الثامن: صاحب السمو الأميرالسيد مير جان (1800–1901)
9. حضرة إيشان التاسع: صاحب السمو الأميرالسيد محمود ( -1882)
10. حضرة إيشان العشر: صاحب السمو الأميرالسيد فضل الله
11. حضرة إيشان الهادى عشر: صاحب السمو السيد مير محمد جان (1900-1955)
12. حضرة إيشان الثانى عشر: صاحب السمو السيد أسد الله (مواليد 1950)
13. حضرة إيشان الثالث عشر: صاحب السمو السيد مصطفى السادات (مواليد 1977) ، ابن عم صاحب السمو الملكي سلطان مسعود دكيك من أفغانستان (مواليد 1967 صهر وابن شقيق السيد أسد الله)
14. حضرة إيشان الرابع عشر: صاحب السمو الأمير السيد رفائيل بن مسعود دقيق (مواليد 1998)